# 南昌理工学院
28°44′10″N 115°49′37″E / 28.73611°N 115.82694°E
南昌理工学院坐落于江西省省会南昌市英雄大道901号，是教育部批准设置的普通本科高校，学士学位授予权单位。

## 校区
学校占地面积4100余亩，校舍总建筑面积84万平方米，馆藏图书300余万册，各种教育资产总计达17.78亿，教学仪器设备总值1.82亿。 
学校设有19个学院2个教学部，下设本科专业59个、专科专业53个，与华东交通大学联合培养硕士研究生，江西省高校“十二五”重点学科2个（新能源科学与工程、军事法学），有在校生近2.7万人 。

## 师资
学校教职工1882人，其中专任教师1445人中具有硕士以上学位教师962人，占专任教师66.6%；具有高级职称教585人，占专任教师40.5%。学校自有专任教师中，有博、硕导82人，博士244人，获国务院特殊津贴的10人，省新世纪百千万人才工程专家1人，省赣鄱英才555工程专家1人，省级教学名师1人，省高校中青年学科带头人2人，省中青年骨干教师19人，省级教学团队2个。
校级领导中有2位省政协常委，4位原省重点大学校长（书记）,4位博士。学校聘请中国探月工程首席科学家、中科院欧阳自远院士为荣誉校长，中科院王梓坤院士为学术委员会名誉主任。

## 专业设置
学校现有本科专业42个、专科专业62个，目前有毕业生的本科专业全部获学士学位授予权。计算机科学与技术专业获批为国家级特色专业建设点，新能源科学与工程、军事法学两个专业被列为江西省高校“十二五”重点学科，有6个省级特色专业建设点,省级精品课程4门，有2个省级人才培养模式创新实验区，3个省级实验示范教学中心，1个国家级实训基地。